# NGC 5423
NGC 5423 es una galaxia elíptica situada en la dirección de la constelación del Boyero. Posee una magnitud aparente de 13,0, una declinación de +9°20′31″ y una ascensión recta de 14 horas, 02 minutos y 48,5 segundos.